# Вениамин (Русаленко)
Вениамин (в миру Дмитрий Иванович Русаленко; род. 1955) — архиерей Русской истинно православной церкви, архиепископ Черноморский и Кубанский, заместитель председателя Синода РИПЦ.

## Биография
Родился в 1955 году. По национальности белорус. Согласно данным РИПЦ происходит из семьи потомственных катакомбников и являлся духовным чадом белорусского катакомбного иеромонаха Феодора (Рафановича) (+ 1975).
Был келейником епископа Русской зарубежной церкви Лазаря (Журбенко). В 1980-е годы был рукоположён епископом Лазарем (Журбенко) в сан иеромонаха для окормления катакомбных общин Гомельщины.
В конце 1980-х посетил Монреаль, где принял участие во Всезарубежном съезде Православной молодежи и заявил тогда, что Катакомбная Церковь открыто вышла из подполья в год празднования тысячелетия крещения Руси, то есть в 1988 году.
В ноябре 1990 года Архиерейский Синод РПЦЗ принял решение о рукоположении «катакомбного» иеромонаха Вениамина (Русаленко) во епископа Гомельского по прошению епископа Лазаря для окормления катакомбных общин
28 ноября 1990 года в Синодальном Знаменском Соборе в Нью-Йорке был рукоположен во епископа Гомельского, викария Тамбовской епархии РПЦЗ. Хотя хиротония не была тайной, факт архиерейской хиротонии епископа Вениамина первоначально не был придан широкой огласке руководством РПЦЗ ввиду того, что архиепископ Лазарь настаивал «на „катакомбном“ характере его служения». При этом стал именоваться епископом не Русской Православной Церкви Заграницей, а епископом Истинно-Православной Церкви, находящимся в юрисдикции РПЦЗ. В 1991 году перемещён на новообразованную Черноморско-Кубанская кафедру.
Служение епископа Вениамина довольно быстро перестало быть исключительно катакомбным: в 1992 году Архиерейский Синод РПЦЗ передает в его юрисдикцию Сибирское благочиние игумена Евтихия (Курочкина), почти полностью состоявшее из легальных приходов, которые перешли в РПЦЗ из РПЦ МП.
Когда в мае 1993 года обсуждался вопрос о замещении Австралийско-Новозеландской епархии, епископ Варанава (Прокофьев) предложил кандидатуру Вениамина, но архиепископ Лос-Анжелосский Антоний (Синкевич) сказал, что епископ Вениамин «не знает английского языка и очень робкий. Недостаточно у него и нужных знаний».
Когда в 1993—1994 годы архиепископ Лазарь (Журбенко) вместе с епископом Валентином (Русанцовым) прекратили подчинятся Архиерейскому Синоду РПЦЗ, не поддержал отделившихся, остался верным Архиерейскому Синоду РПЦЗ.
17 апреля 1995 года зарегистрировал в Краснодаре Черноморско-Кубанскую епархию РПЦЗ, которая помимо общин в Краснодарском крае имела подворья в Курске и Перми.
2 февраля 2001 года снял свою подпись под решениями Архиерейского Собора РПЦЗ 2000 года, написав «Проявив непростительную оплошность, я был одним из тех, кто поставил свою подпись под этим постыдным документом, в чем искренне раскаиваюсь и потому её дезавуирую».
Осенью 2001 года вместе с архиепископом Лазарем (Журбенко) примкнул к Русской православной церкви в изгнании, за что 15 мая 2002 года был признан выбывшим из состава епископата Русской Православной Церкви заграницей и запрещён в священнослужении Синодом РПЦЗ вплоть до раскаяния.
В августе 2002 году он вместе с архиепископом Лазарем (Журбенко) без согласия синода РПЦЗ(В) совершил хиротонии четырёх епископов. Американские иерархи, составлявшие окружение престарелого митрополита Виталия (Устинова) и оказывавшие на последнего значительное влияние, поставили под сомнение каноничность новых архиереев РИПЦ. Апофеозом разраставшегося конфликта стало определение от 14 ноября 2002 года за подписями митрополита Виталия и архиепископа Варнавы, согласно которому Лазарь (Журбенко), Вениамин (Русаленко) и все подчиняющееся им духовенство исключались из юрисдикции РПЦЗ (В), что последними не было признано. С этого времени Русская истинно-православная церковь окончательно оформилась как самостоятельная структура, хотя формальное поминовение Митрополита Виталия продолжалось до его смерти.
В 2003 году возведён в сан архиепископа.
С 30 июня по 8 июля 2005 года (после кончины Лазаря (Журбенко) и до избрания нового главы РИПЦ) временно управлял данной юрисдикцией.
В июле 2005 года решением Архиерейского Синода РИПЦ назначен заместителем председателя Синода РИПЦ. Также ему было временно подчинено Воронежско-Тамбовское викариатство Одесско-Тамбовской епархии с приходами на территории России.
По словам протоиерея Валерия Кравца в храме в Воронеже, который попеременно использовался как приходом канонической РПЦЗ, и так и приходом РИПЦ, приезжая служить, каждый раз, окроплял церковь святой водой от еретиков.
17 апреля 2007 года на дороге недалеко от города Славянск-на-Кубани на машину, где за рулём был архиепископ РИПЦ Вениамин (Русаленко), из-за поворота выскочил джип, с которым автомобиль Вениамина столкнулся, отчего в джипе погибло двое человек. Суд признал Вениамина невиновным в трагедии.
16 сентября 2009 года Черноморско-Кубанской епархия решением суда была «ликвидирована», то есть снята с регистрации. После этого официально продолжили официально действовать находящиеся в ведении Вениамина (Русаленко) Крестовоздвиженский приход в станице Саратовская Горячеключевского района и «Курско-Коренной приход» в Краснодаре
Решением Синода РИПЦ, прошедшего с 19 по 25 октября 2010 года «в связи с 20-летием Архиерейской хиротонии и самоотверженным служением Церкви Христовой» был награждён правом ношения креста на клобуке.